# ナド・アルシバ競馬場

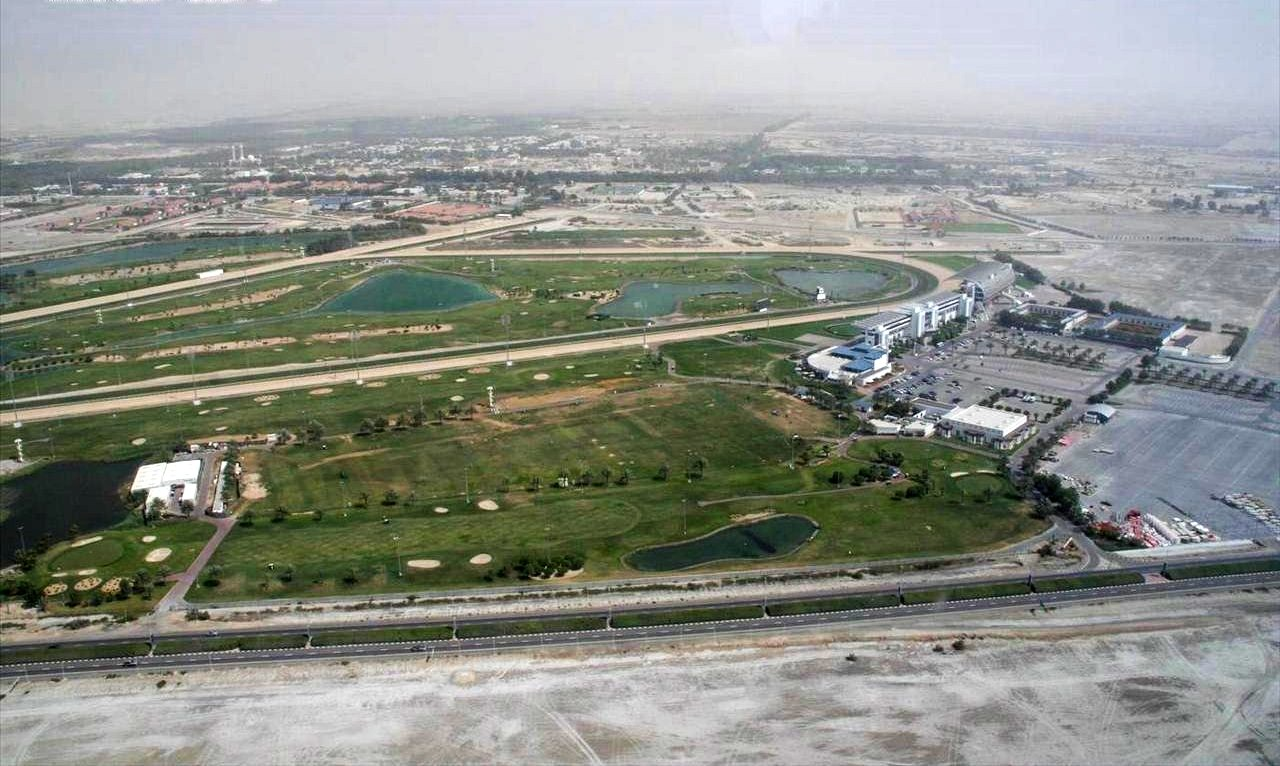
ナド・アルシバ競馬場
2007年5月1日撮影

ナド・アルシバ競馬場（ナドアルシバけいばじょう、Nad Al Sheba Racecourse、アラビア語: مضمار ند الشبا）は、アラブ首長国連邦・ドバイにある競馬場。
1986年に建設が開始され、当初は競走馬の調教用の馬場として使用された。1991年に当地で最初の競走が行われる。アメリカのチャーチルダウンズ競馬場をモデルに建設された。1996年には当時世界最高額賞金の競走としてドバイワールドカップが開始される。
なお、当地はイスラム教国であり賭け事が禁止されているため馬券の発売は実施されていない。ただし、全レースの勝ち馬を予想し、的中者に景品が出る予想クジが行われている。
2010年に隣接地に新たにメイダン競馬場が開設されるのに伴い、ドバイワールドカップを始めとするドバイワールドカップミーティングの競走は全て2009年限りで同競馬場での開催を終了した。一部敷地をメイダン競馬場のコースとして使用するため、コースの一部は取り壊されたが、残りの施設が今後どのように使われるかは未定。

## コース
形状は三角形に近い。左回り。外側がダートコースで1周2,254m、内側が芝コースで1周2,121m。

### ダートコース
コーナー外側にスタート用のポケットが用意されており、それぞれ2,000m、1,600m、直線1,200mのスタート地点になる。コーナーを回る競走のゴール前の直線は600m。建設当時は、主にアメリカで見られる表面の堅い高速ダートであったが、芝コースを併設していることもあり、1997年の改修時にクッションの効いたやや深めのダートとなった。砂漠地帯と言えども集中豪雨に見舞われることもあるため、コース全体を被覆する装置が取り付けられている。

### 芝コース
砂漠気候であるため、芝の育成には特別な技術が用いられている。芝はバーミューダグラスが用いられているが、さすがのドバイも冬場には芝の生育が止まるため、オーバーシードが施されている。
内馬場には中東で数少ない芝コースのゴルフ場も併設されている。

## 主な競走
- ドバイワールドカップミーティング
  - ドバイワールドカップ
  - ドバイシーマクラシック
  - ドバイデューティーフリー
  - ドバイゴールデンシャヒーン
  - ゴドルフィンマイル
  - UAEダービー
  - ドバイカハイラクラシック